# Collegio elettorale di Colorno
Il collegio elettorale di Colorno è stato un collegio elettorale uninominale del Regno di Sardegna. È uno dei dieci collegi elettorali della provincia di Parma creati dopo la temporanea caduta del ducato di Parma. Comprendeva i circondari di Colorno e San Donato.

## Dati elettorali
Nel collegio si svolsero votazioni per le due prime legislature, poi gli austriaci occuparono di nuovo le provincie di Parma e Piacenza. Dopo la seconda guerra d'Indipendenza Colorno non fu più capoluogo di collegio elettorale e il territorio divenne parte del collegio elettorale di Parma II. 

### I legislatura
Le votazioni si svolsero in 222 collegi uninominali a doppio turno. Come previsto dal decreto n. 680 del 17 marzo 1848, era eletto al primo turno il candidato che «riunisce in suo favore più del terzo dei voti del total numero dei membri componenti il collegio e più della metà dei suffragi dati dai votanti presenti all'adunanza» (art. 92). Se nessun candidato era eletto, al ballottaggio tra i due candidati con più voti era eletto chi otteneva il maggior numero di voti (art. 93) o, in caso di ugual numero di voti, il maggiore d'età (art. 94).
| Partito                            | Partito                            | Candidato                          | Primo turno 20 giugno 1848 | Primo turno 20 giugno 1848 | Ballottaggio 20 giugno 1848 | Ballottaggio 20 giugno 1848 |
| Partito                            | Partito                            | Candidato                          | Voti                       | %                          | Voti                        | %                           |
| ---------------------------------- | ---------------------------------- | ---------------------------------- | -------------------------- | -------------------------- | --------------------------- | --------------------------- |
|                                    | —                                  | Orlando Garbarini                  | 52                         | 56,52                      | 106                         | 66,67                       |
|                                    | —                                  | Girolamo Cantelli                  | 40                         | 43,48                      | 53                          | 33,33                       |
|                                    |                                    |                                    |                            |                            |                             |                             |
| Iscritti                           | Iscritti                           | Iscritti                           | 258                        | 100,00                     | 258                         | 100,00                      |
| ↳ Votanti (% su iscritti)          | ↳ Votanti (% su iscritti)          | ↳ Votanti (% su iscritti)          | 191                        | 74,03                      | 160                         | 62,02                       |
| ↳ Voti validi (% su votanti)       | ↳ Voti validi (% su votanti)       | ↳ Voti validi (% su votanti)       | 92                         | 48,17                      | 159                         | 99,38                       |
| ↳ Schede non valide (% su votanti) | ↳ Schede non valide (% su votanti) | ↳ Schede non valide (% su votanti) | 99                         | 51,83                      | 1                           | 0,62                        |
| ↳ Astenuti (% su iscritti)         | ↳ Astenuti (% su iscritti)         | ↳ Astenuti (% su iscritti)         | 67                         | 25,97                      | 98                          | 37,98                       |

L'elezione fu annullata il 18 ottobre 1848 poiché il ballottaggio si era svolto nello stesso giorno della prima votazione; il collegio non fu riconvocato.

### II legislatura
L'elezione non ebbe luogo.